# Blepyrus
Blepyrus is een geslacht van vliesvleugeligen uit de familie Encyrtidae. De wetenschappelijke naam van dit geslacht is voor het eerst geldig gepubliceerd in 1898 door Howard.

## Soorten
Het geslacht Blepyrus omvat de volgende soorten:
- Blepyrus carolinensis (Kerrich, 1967)
- Blepyrus clavicornis (Compere, 1939)
- Blepyrus decimus (Kerrich, 1982)
- Blepyrus deiopea Noyes, 2000
- Blepyrus fabius Noyes, 2000
- Blepyrus hansoni Noyes, 2000
- Blepyrus insularis (Cameron, 1886)
- Blepyrus integer Noyes, 2000
- Blepyrus larymna Noyes, 2000
- Blepyrus lunae Noyes, 2000
- Blepyrus pretiosus (Timberlake, 1924)
- Blepyrus pulchrior (Kerrich, 1967)
- Blepyrus rhopoideus (Kerrich, 1967)
- Blepyrus saccharicola Gahan, 1942
- Blepyrus sappho Noyes, 2000
- Blepyrus schwarzi (Howard, 1898)
- Blepyrus tenuiscapus (Kerrich, 1967)
- Blepyrus zenonis Noyes, 2000